# Adobe Wells Mobile Home Park
Adobe Wells Mobile Home Park es un área no incorporada ubicada en el condado de Santa Clara en el estado estadounidense de California.

## Geografía
Adobe Wells Mobile Home Park se encuentra ubicada en las coordenadas 37°24′6″N 121°59′29″O / 37.40167, -121.99139.